# 努尔兰·巴尔金巴耶夫
努尔兰·乌捷波维奇·巴尔金巴耶夫（羅馬化：Nūrlan Ötepūly Balğymbaev，發音：[nʊrˈɫɑn ʉ̯ɵˌtʲepʊˈɫɤ bɑʟ̠ʁəmˈbɑjɪf]，羅馬化：Nurlan Utepovich Balgimbayev；1947年11月20日—2015年10月14日） 1997年—1999年担任哈萨克斯坦总理。2002年2月起任哈萨克斯坦石油投资公司总裁。
任总理之前，他担任石油和天然气部长，后任哈萨克国家石油公司（Kazakhoil）总裁。

## 生平
巴尔金巴耶夫1947年出生于西哈萨克斯坦州阿特劳。毕业于哈萨克斯坦工学院。1973年至1986年在哈萨克斯坦石油部门工作，1986年至1992年在苏联石油和天然气工业部任职，担任採油总局副局長。1992年至1993年去美国马萨诸塞州立大学波士顿分校学习，并在美国谢夫隆石油公司进修和工作。1994年10月至1997年3月任哈萨克斯坦石油和天然气工业部部长，1997年3月任哈萨克国家石油公司（Kazakhoil）总裁。1997年10月10日被努尔苏丹·纳扎尔巴耶夫总统任命为哈萨克斯坦总理。
1999年10月辞去总理职务后，他继续担任国家石油公司（Kazakhoil）总裁。2002年2月，KazakhOil和Transport Nefti i Gaza公司合并为哈萨克斯坦石油天然气公司（KazMunayGas）后，利亚扎特·基耶诺夫（Lyazzat Kiyinov）接任总裁职务，他转任石油投资公司总裁。
2007年12月6日～2009年11月19日，他曾担任总统顧問。2008年2月21日～2009年11月19日，任里海資源利用問題特別代表。
生有1男1女。
2015年10月14日因癌症逝世，享年67岁。